# Stefano Mobili
Stefano Mobili (Roma, 22 agosto 1968) è un allenatore di calcio ed ex calciatore italiano, di ruolo centrocampista.

## Carriera

### Giocatore
Mobili cresce nell'Ostiamare dove raggiunge la Serie C2, facendosi notare dal Cagliari che lo porta in Serie A nel 1990 e dove rimane due stagioni. Nel 1992 scende di categoria tra le file del Modena (in cui rimane per tre anni) dove al termine della seconda stagione retrocede in Serie C1. Rimane in terza serie con l'Ascoli (tre stagioni) e con il Siena (una stagione), prima di scendere ulteriormente di categoria in Serie C2 con il Pisa dove vince il campionato. Successivamente passa al Montevarchi con cui chiude con i professionisti, prima di abbandonare definitivamente con una parentesi al Rondinella.

### Allenatore
La sua carriera di allenatore comincia a Montevarchi dove per due stagioni guida la squadra Berretti della società valdarnese.
In seguito diviene stretto collaboratore di Guido Carboni: è il suo secondo nelle esperienze del tecnico aretino sulle panchine di Bari, Crotone e Avellino.
Dopo una parentesi all'estero torna in Italia. Diviene allenatore titolare nella stagione 2009-2010, quando viene chiamato in corso d'opera sulla panchina del Montevarchi.
Nella stagione 2010-2011 passa alla guida della Sestese.
Il 16 giugno 2011 riceve l'incarico di allenatore del Città di Marino in Serie D venendo esonerato a novembre..
Dal 19 febbraio 2013 allena il San Giovanni Valdarno in Eccellenza Toscana.
Nella stagione 2013/2014, trasferitosi per lavoro in Liguria, allena la squadra Allievi Sperimentali del Ceriale Progetto Calcio, con la quale va vicino ai vertici regionali.

## Palmarès

### Club

#### Competizioni nazionali
- Campionato Interregionale: 1

Ostia Mare: 1988-1989
- Coppa Italia Serie C: 1

Pisa: 1999-2000
- Campionato italiano Serie C2: 1

Pisa: 1998-1999